# Пакистанская кухня

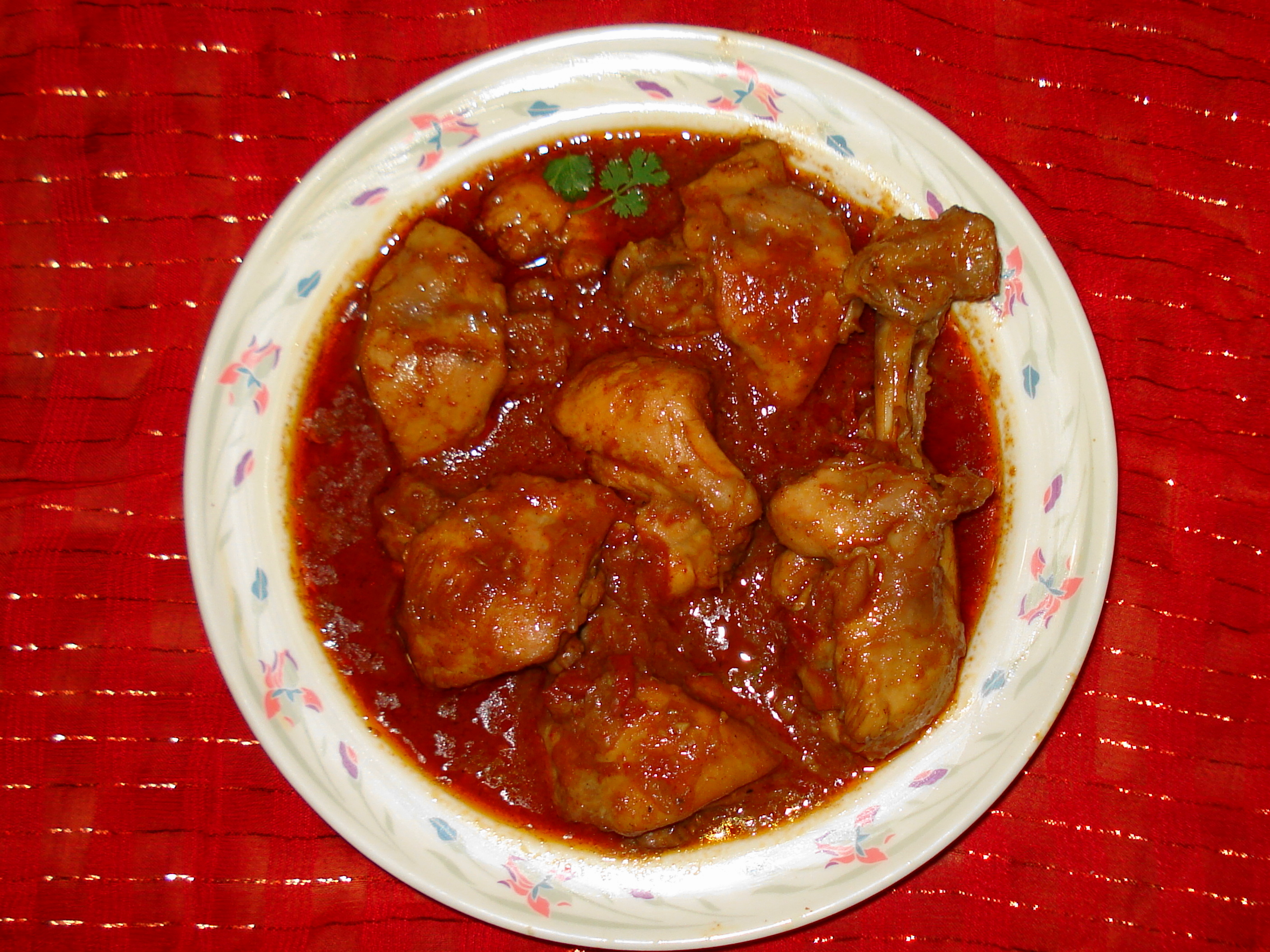
Куриное карри

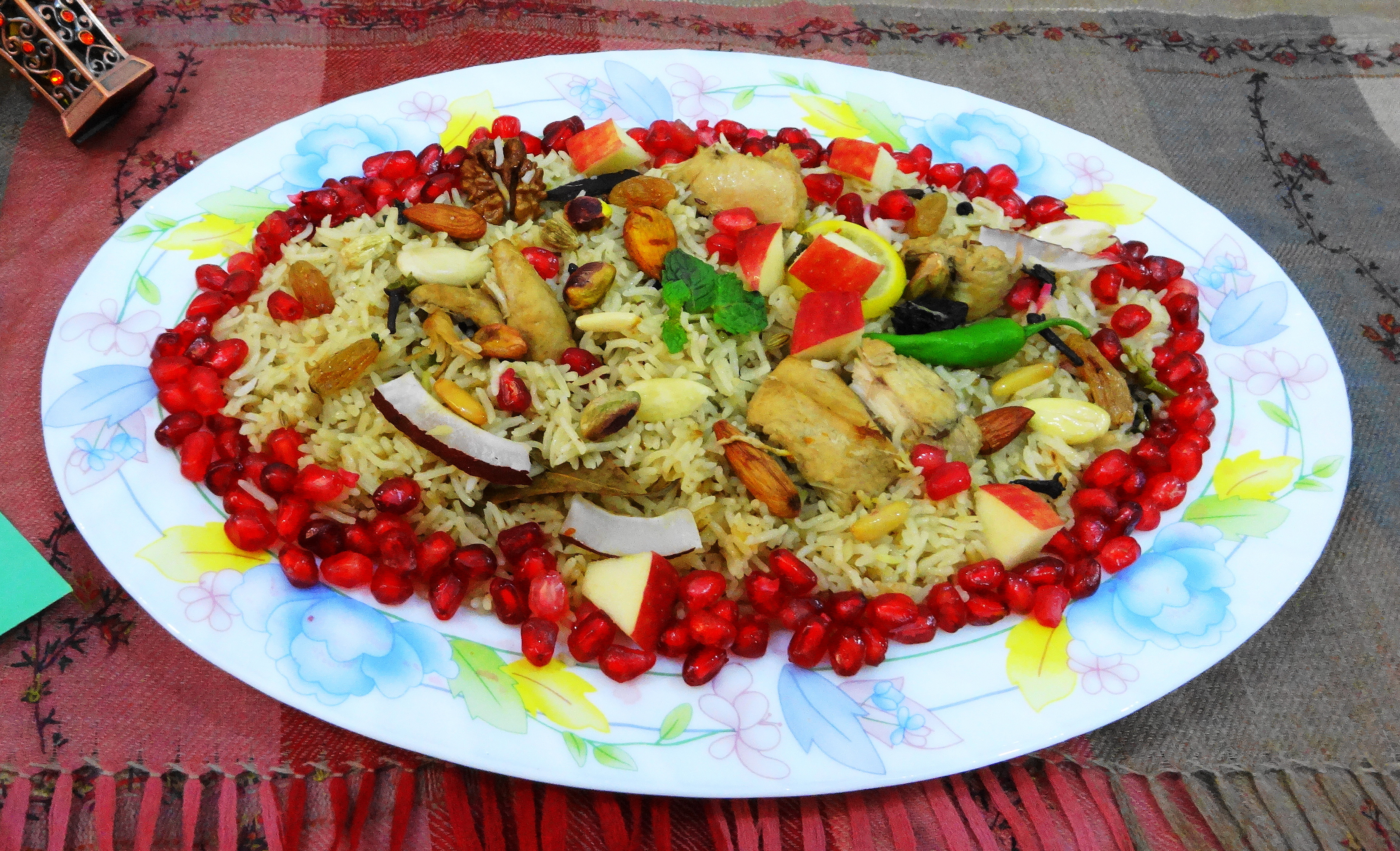
Кашмирский плов

Пакистанская кухня (урду پاکستانی پکوان‎) — совокупность кулинарных традиций народов Пакистана, вобравшая в себя детали многих кухонь Южной Азии. Пакистанская кухня известна своей питательностью и яркими вкусоароматическими свойствами.
Региональная кухня крайне разнообразна и отражает этническую и культурную многоликость Пакистана. Западные регионы (Белуджистан, Гилгит-Балтистан) в кулинарном отношении близки к Афганистану и Ирану, восточные и, в некоторой степени, северо-западные — северу Индии (местная кухня, называемая также могольской, острее остальных пакистанских разновидностей, но менее острая, чем северо-индийская).
Помимо этого, на пакистанскую кухню оказала влияние мировая кухня, что привело к появлению значительного количества блюд в стиле фьюжн, например особой местной разновидности китайской кухни.

## Основные элементы

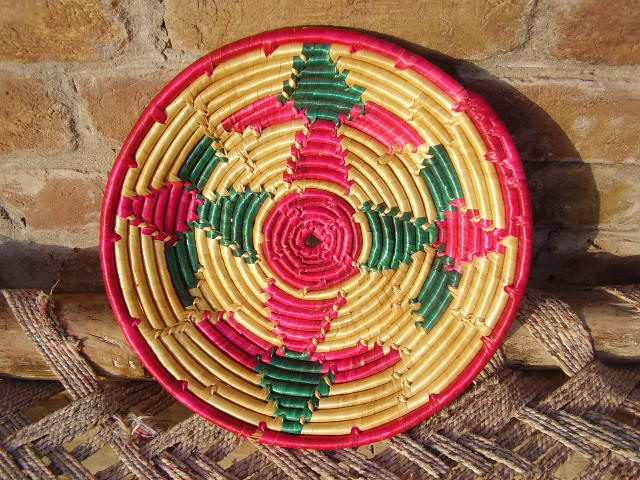
Пенджабская или синдхская разновидность деревянного плетёного блюда для лепёшек «чапати»

Пакистан — мусульманская страна, более 90 % населения исповедует ислам, требующий соблюдения определённых пищевых табу и условий; поэтому кухня Пакистана частично подчинена этим требованиям.
Пакистанская кухня известна своей остротой и яркими ароматами. При приготовлении блюд используются кардамон, корица, гвоздика, чёрный перец, мускатный орех, тмин, лавровый лист, кориандр и приправа гарам масала. Кардамон, чёрный перец, коз, ячмень и пшеницу выращивают в долине Инда. Из-за частого использования красного перца многие блюда имеют яркие цвета.
Пакистанцы употребляют в среднем втрое больше мяса, чем жители Индии. Основные разновидности мяса, в порядке уменьшения популярности, — курятина, козлятина, баранина и говядина. Каждая трапеза сопровождается пшеничными лепёшками «роти» или наан, кроме того пакистанцы исторически потребляют много пшеницы и риса. Среди типичных овощей следует отметить бобы, лук, картофель, артишоки, шпинат, баклажаны, корнеплоды и огурцы; среди фруктов — манго, яблоки, абрикосы, виноград, бананы, апельсины, грейпфруты, гранаты, гуаву, персики, сливы и ягоды. Пакистанскую кухню часто характеризуют как жирную из-за обилия жаренных в растительном или сливочном масле блюд. В целом пакистанцы едят мало морепродуктов, но они популярны в прибрежных районах Синд и Мекран.

## Приём пищи
Пакистанцы принимают пищу три раза в день. Завтрак обычно плотный, на завтрак могут подавать жареные и сладкие блюда. Традиционный обед включает мясное карри или «роти» с рисом. Принимать пищу обычно собирается вся семья.

### Блюда

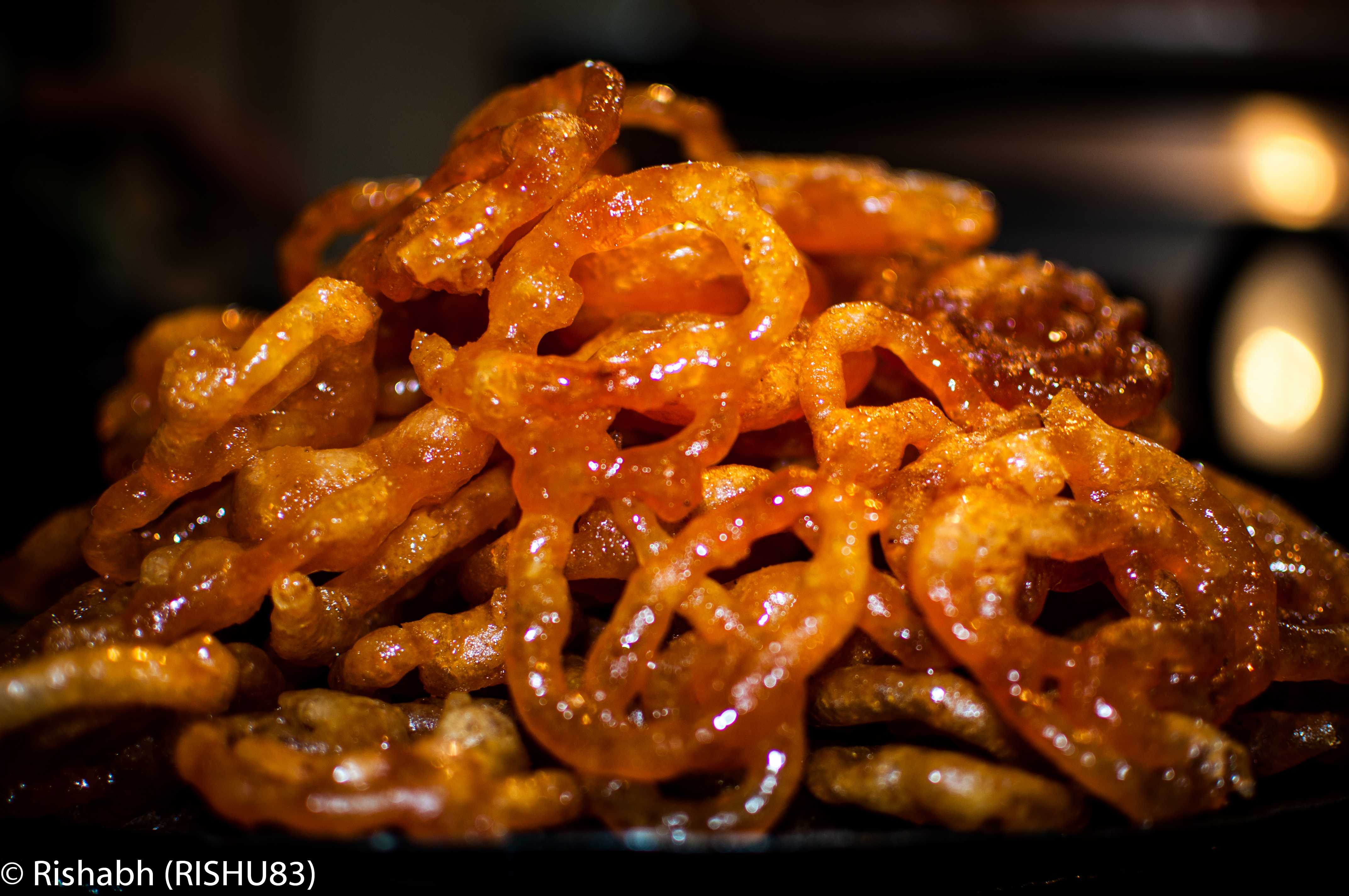
Джалеби

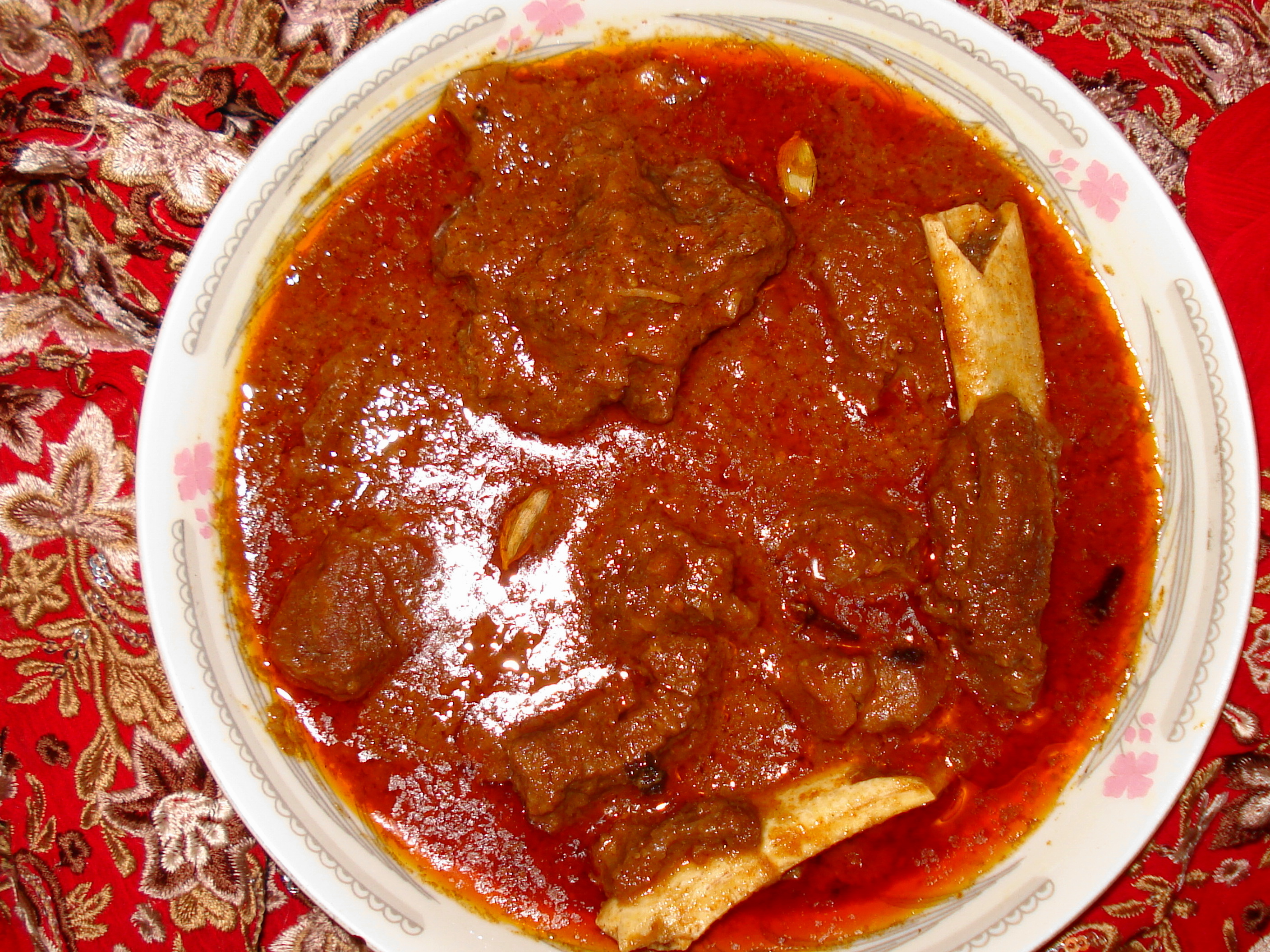
Корма

Пакистанский фаст-фуд включает пападам, шаурму, самсу.
Среди хлебных блюд следует отметить чапати, наан, роти, паратху, пури.
Популярны также супы дал и шурпа; рис с машем кичари, рис с мясом или рыбой бирьяни, фрикадельки кюфта, рагу корма, запечённые цыплята, кебабы, рис с фасолью раджма, каша халим. Каждое застолье обязательно включает блюдо из овощей, приготовленных с йогуртом «дахи» и множество соусов. Праздничную кашмирскую трапезу составляют блюда вазван.
Напитки — лимонады, соки, в частности, из сахарного тростника, шербет, фалуда, ласси. Крайне популярен чёрный и зелёный чай, которые готовят с молоком, а также чай со специями.
Десерты — шарики из сухого молока гулабджамун, халва, мороженое кульфи, джалеби, кхир, ладду.

## Пакистанская китайская кухня

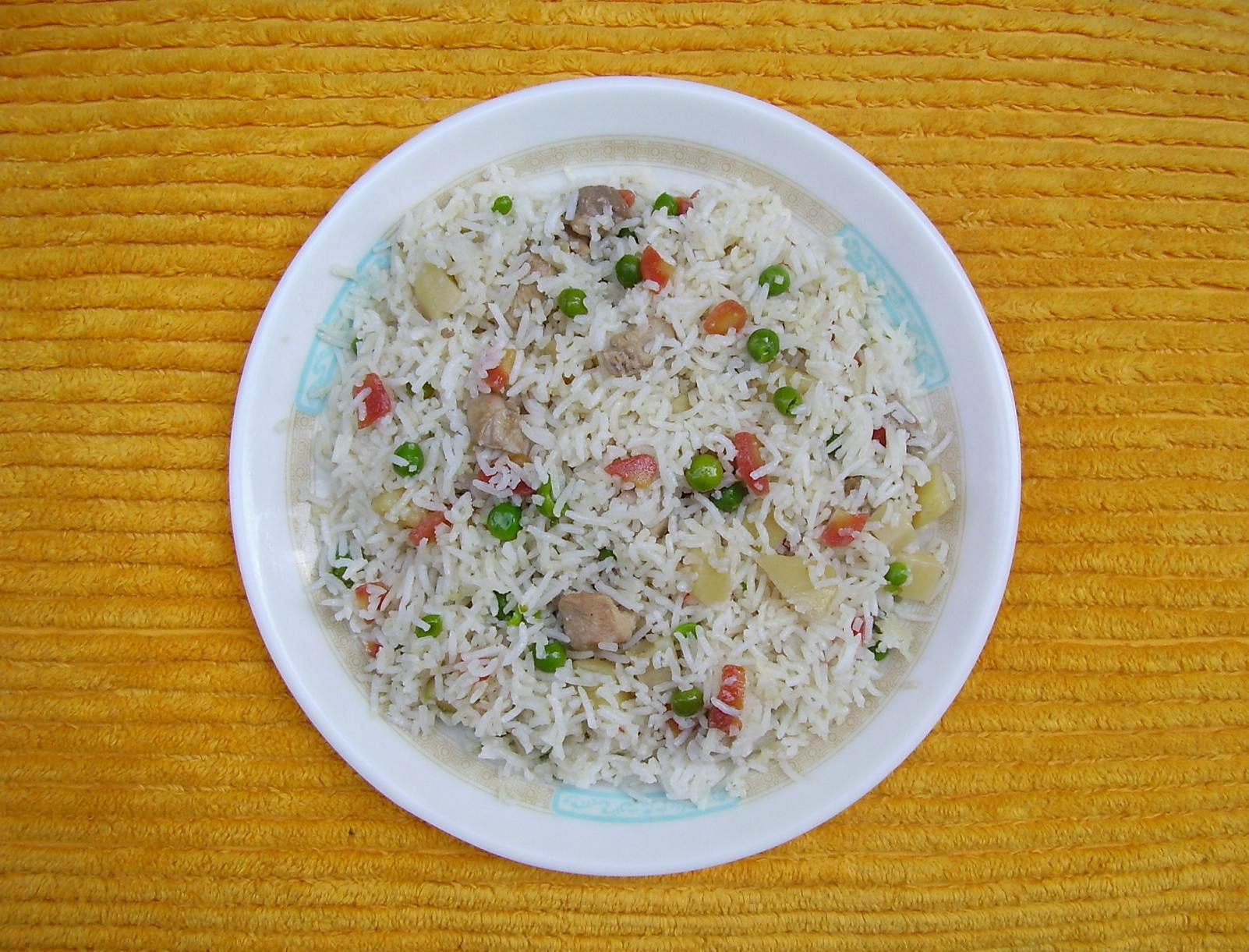
Пакистанско-китайский плов

Китайцы, живущие в Пакистане, создали специфическую местную разновидность китайской кухни. Типичные блюда пакистанской китайской кухни — креветки, пекинская утка, говядина стир-фрай и ягнёнок с чесноком. Индийские или пакистанские китайцы создали популярное кушанье «цыплёнок по-маньчжурски», не имеющее аналогов в традиционной китайской кухне.